# Hermanos Fossores de la Misericordia
Los Hermanos Fossores de la Misericordia son una asociación religiosa católica masculina de carácter laical, dedicada al mantenimiento de cementerios y a la asistencia en entierros.

## Historia
El proyecto de la congregación fue idea de Francisco Victoriano Linares Garzón, de nombre religioso Fray José María de Jesús Crucificado (1919 - 2011). El religioso, conocido entonces como Fray Hilarión de la Sagrada Familia, estaba a cargo del cementerio de la Orden de San Pablo y San Antonio Abad, congregación eremítica a la que pertenecía.
En 1952, Fray José María recibe la visita del párroco de Cúllar-Baza, el cual transmite el propósito del ermitaño al obispo de la Diócesis de Guadix, Rafael Álvarez Lara. Tras diversos trámites, la primera comunidad de Hermanos Fossores de la Misericordia se traslada al cementerio de Guadix e inicia su actividad el día 11 de febrero de 1953. El día 16 de julio de 1958 la congregación es erigida como "Pía Unión" por decreto episcopal.
Posteriormente se fundaron comunidades en los camposantos de Jerez de la Frontera (1959), Huelva (1962), Vitoria (1963), Pamplona (1965), Logroño (1966) y Felanich (1969). En la actualidad mantienen presencia en Guadix y Logroño.

## Carisma
El carisma de la orden se basa en el cumplimiento de las dos últimas obras de misericordia: enterrar a los difuntos y orar por vivos y muertos. El fundador se inspiró especialmente en el Libro de Tobías, concretamente en el pasaje 1, 16-18, en el cual se narra como el piadoso Tobit enterraba a los muertos pese a las prohibiciones de su rey.
Los fossores habitan comunitariamente en camposantos, llevando una vida contemplativa-activa. Su espiritualidad se centra en la Eucaristía, Liturgia de las Horas, Santo Rosario y la oración mental. Entre sus labores están la acogida al difunto y acompañantes en la entrada al camposanto, procesión al lugar del enterramiento, bendición del sepulcro, oración de los fieles y despedida del duelo, así como la custodia, limpieza y administración de cementerios. La retribución que reciben de los Ayuntamientos por realizar estas tareas es su única fuente de ingresos.